# Autoroute Fidel Castro

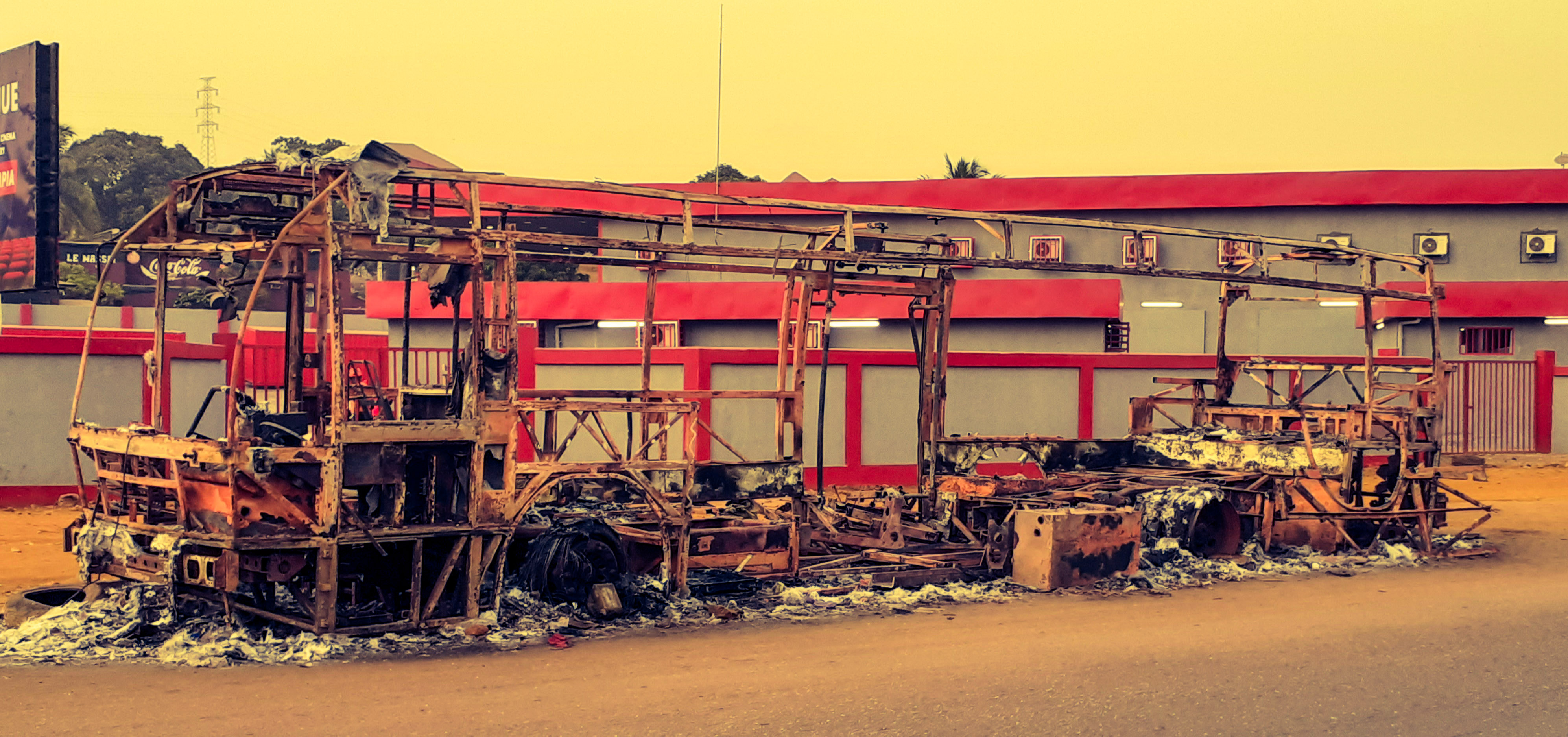
Bus de transport en commun calciné

L'autoroute Fidel Castro est une voie rapide de type autoroutier qui relie entre elles les villes sud de la capitale de la Guinée et l'est de la préfecture de Dubreka. 
Longue de 35 km, l'autoroute dessert la banlieue sud de Conakry, notamment le Madina, Gbessia, Aéroport de Conakry, Tannerie, Matoto, Tombolia et le kilomètre 36.

## Historique
Elle a été construite au début des années 1960 par les Soviétiques. Son nom rend hommage à Fidel Castro qui l'avait inaugurée avec le président Sékou Touré en 1963. Le leader cubain s'est à nouveau rendu en Guinée le 3 mai 1972.
Deux événements dramatiques s'y sont produits : en juin 1969, la tentative d'assassinat du président Sékou Touré par Tidiane Kéita et, en janvier 1971, la pendaison publique, sur le pont 8 novembre, de Baldet Ousmane et Moriba Magassouba, anciens ministres, et Ibrahima Barry, ancien secrétaire d'État, condamnés pour trahison, sans procès.